# 七尾村
七尾村（ななおむら）は、滋賀県東浅井郡にあった村。現在の長浜市の南東部、姉川の中流右岸にあたる。

## 地理
- 山岳：七尾山
- 河川：姉川

## 歴史
- 1889年（明治22年）4月1日 - 町村制の施行により、東浅井郡法楽寺村・南池村・北池村・佐野村・今庄村・野村・坂田郡相撲庭村の区域をもって発足。
- 1954年（昭和29年）10月1日 - 湯田村・田根村・下草野村と合併して浅井町が発足。同日七尾村廃止。

## 交通

### 道路
- 北国西往還（現・国道365号）